# Gaio Mario
Gaio Mario (in latino Gaius Marius, pronuncia classica o restituta: [ˈɡaː.ɪ.ʊs ˈmarɪ.ʊs]; nelle epigrafi: C·MARIVS·C·F·C·N; in greco antico: Γαίος Μάριος?, Gaios Marios; Arpinum, 157 a.C. – Roma, 13 gennaio 86 a.C.) è stato un generale e politico romano, per sette volte console della Repubblica romana.
Lo storico Plutarco gli dedicò una delle sue Vite parallele, raffrontandolo al re d'Epiro Pirro. È comunemente noto per la rivalità con Lucio Cornelio Silla.

## Biografia
La carriera di Gaio Mario è particolarmente emblematica della situazione sociopolitica della tarda Repubblica romana, in quanto si sviluppa attraverso fatti e circostanze che, in seguito, porteranno alla caduta della stessa. Mario era un homo novus, cioè proveniente da una famiglia italica che non faceva parte della nobiltà romana, e seppe distinguersi e giungere alla ribalta della vita pubblica di Roma per merito della propria competenza militare. L'oligarchia dominante fu perciò costretta, suo malgrado, a cooptarlo nel proprio sistema di potere.
A causa del verificarsi di una situazione di grande pericolo per la minaccia di invasioni su larga scala, gli si dovette concedere un potere militare senza precedenti nella storia di Roma, e questo a scapito del rispetto delle leggi e delle tradizioni vigenti, che dovettero essere adattate alla nuova situazione di emergenza. Alla fine fu varata una profonda riforma della leva militare, che in passato raccoglieva solamente proprietari terrieri, e che da allora fu aperta anche a cittadini provenienti dalle classi dei nullatenenti. Nel lungo termine questa riforma ebbe l'effetto di cambiare in modo radicale e irreversibile la natura dei rapporti fra l'esercito e lo Stato.

### Origini familiari e giovinezza
Gaio Mario nacque ad Arpinum, precisamente nella zona che ancora oggi porta il suo nome, Casamari (in una zona chiamata Cereatae, nell'attuale comune di Veroli), nel 157 a.C.. La città, d'antica origine volsca, era stata conquistata dai Romani verso la fine del VI secolo a.C., e aveva ricevuto la cittadinanza romana senza diritto di voto (civitas sine suffragio) e soltanto nel 188 a.C. le vennero concessi i pieni diritti civili. Plutarco riferisce che il padre era un manovale, ma la notizia non è confermata da altre fonti, e tutto lascia pensare che sia falsa. Infatti i Marii intrattenevano importanti relazioni con gli ambienti della nobiltà romana, partecipavano da protagonisti alla vita politica della loro cittadina e appartenevano all'ordine equestre. Le difficoltà che incontrò agli esordi della sua carriera a Roma dimostrano semmai quanto fosse arduo per un homo novus affermarsi nel novero dell'alta società romana dell'epoca.

### Inizi della carriera (134-110 a.C.)
Nel 134 a.C. si distinse per le notevoli attitudini militari dimostrate in occasione dell'assedio di Numanzia, in Spagna, tanto da farsi notare da Publio Cornelio Scipione Emiliano (soprannominato Africano Minore). Non è dato sapere con certezza se venne in Spagna al seguito dell'esercito di Scipione, oppure se si trovasse già in precedenza a servire nel contingente che, con scarso successo, da tempo cingeva d'assedio Numanzia. Sta di fatto che Mario parve fin dall'inizio molto interessato a far carriera politica in Roma stessa. Infatti si candidò per la carica di tribuno militare di una delle 4 prime legioni (in tutto i tribuni elettivi erano 24, mentre tutti gli altri venivano nominati dai magistrati preposti agli arruolamenti).
Lo storico Sallustio ci informa che il suo nome era del tutto sconosciuto agli elettori, ma che alla fine i rappresentanti delle tribù lo elessero per merito del suo eccellente stato di servizio e su raccomandazione di Scipione Emiliano. Successivamente si ha notizia di una sua candidatura alla carica di questore ad Arpino. È probabile che egli utilizzasse le posizioni di comando ad Arpino per raccogliere dietro di sé un consistente numero di clienti su cui fare affidamento per le successive mosse che aveva in animo di compiere. Tuttavia sono solo congetture in quanto nulla si conosce della sua attività come questore.
Nel 120 a.C. Mario fu eletto tribuno della plebe per il 119 a.C. A quanto sembra si era già candidato alla carica nel 121 a.C., ma senza successo. Un ruolo determinante ebbe, nell'occasione, il sostegno della potente famiglia dei Cecilii Metelli, verso i quali probabilmente aveva un rapporto di clientela. Durante il suo tribunato Mario perseguì una linea vicina alla fazione dei popolari, facendo in modo che venisse approvata, fra l'altro, una legge che limitava l'influenza delle persone di censo elevato nelle elezioni.
Negli anni intorno al 130 a.C., infatti, era stato introdotto il metodo del ballottaggio scritto nelle elezioni per le nomine dei magistrati, per l'approvazione delle leggi e per l'emanazione delle sentenze legali, in sostituzione del metodo tradizionale di votazione orale. Poiché i nobiles cercavano sistematicamente di influenzare l'esito dei ballottaggi con la minaccia di controlli e ispezioni: Mario nel 119 a.C. fece approvare un'apposita legge tabellaria (Lex Maria de suffragiis ferendis) per restringere i ponti sui quali passavano gli elettori per votare, in modo che non si potesse controllare la loro scheda di voto: fece costruire uno stretto corridoio da cui i votanti dovevano passare per depositare il proprio voto nell'urna, in modo che fossero al riparo dagli sguardi indiscreti degli astanti e dagli eventuali tentativi di manipolazione. Questa sua azione provocò il deteriorarsi dei rapporti tra Mario e la potente famiglia dei Metelli, di cui gli esponenti della famiglia di Mario erano clientes per tradizione.
Successivamente Mario si candidò per la carica di edile plebeo, ma senza successo. Nel 116 a.C. riuscì, di stretta misura, a farsi eleggere pretore per l'anno successivo (a quanto pare si classificò solo al sesto posto su sei), e fu immediatamente accusato di brogli elettorali (il termine latino è ambitus). Riuscito a malapena a farsi assolvere da questa accusa, esercitò la carica senza che si verificassero avvenimenti degni di particolare menzione. Terminato il mandato ricevette il governatorato della Spagna ulteriore, dove fu necessario intraprendere alcune campagne militari contro le popolazioni celtiberiche mai del tutto sottomesse. Il governatorato e le guerre gli fruttarono ingenti ricchezze personali, come sempre accadeva ai comandanti romani.
Le vittorie ottenute gli permisero, tornato a Roma, di richiedere e ottenere il trionfo. La carriera di Mario non sembrava destinata a grandi successi fino al 110 a.C. In quell'anno gli fu proposto un matrimonio con una giovane esponente dell'aristocrazia, Giulia Maggiore, sorella del senatore Gaio Giulio Cesare il vecchio e futura zia di Giulio Cesare. Mario accettò, divorziando dalla sua prima moglie Grania di Pozzuoli.
La gens Iulia era una famiglia patrizia di antichissime origini (faceva risalire la propria discendenza a Iulo, figlio di Enea, e a Venere, dea della bellezza), ma, nonostante ciò, i suoi appartenenti avevano, per ragioni finanziarie, notevoli difficoltà a ricoprire cariche più elevate di quella di pretore (solamente una volta, nel 157 a.C. un Giulio Cesare era stato console). Il matrimonio permise alla famiglia patrizia di rimettere in sesto le proprie finanze e diede a Mario la legittimità per candidarsi al consolato. Il figlio che ne nacque, Gaio Mario il Giovane, vide la luce nel 109 (o 108) a.C., quindi il matrimonio probabilmente fu contratto nel 110 a.C.

### Legato di Metello (109 a.C.)

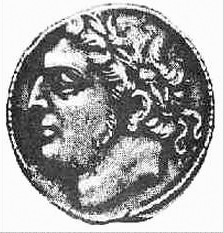
Moneta raffigurante Giugurta, il re numida, nemico di Roma.

Come abbiamo visto, la famiglia di Mario era per tradizione cliente dei Metelli, e Cecilio Metello aveva appoggiato la campagna elettorale di Mario per il tribunato. Sebbene i rapporti con i Metelli si fossero in seguito deteriorati, la rottura non dovette essere definitiva, tanto è vero che Q. Cecilio Metello, console nel 109 a.C., prese con sé Mario come suo luogotenente nella campagna militare contro Giugurta. I legati erano originariamente semplici rappresentanti del Senato, ma, gradualmente, era invalso l'uso di adibirli a compiti di comando alle dipendenze dei comandanti generali.
Quindi, molto probabilmente; Metello ottenne che il Senato nominasse Mario legato, in modo che potesse servire alle sue dipendenze nella spedizione che si accingeva a compiere in Numidia. Nel lungo e dettagliato racconto che Sallustio ci fa di questa campagna militare, non si fa menzione di altri legati, e ciò lascia pensare che Mario fosse quello di rango più elevato, nonché braccio destro dello stesso Metello. Questo rapporto conveniva a entrambi, in quanto, mentre Metello si avvantaggiava dell'esperienza militare di Mario, questi rafforzava le sue possibilità di aspirare in seguito al consolato. Va osservato che, se la gravità della rottura con Metello del 119 a.C., alla luce di quanto avvenne in seguito, fu probabilmente riferita in modo esagerato, quella che si determinò riguardo alla condotta della guerra in Numidia fu invece molto più seria e foriera di conseguenze.

### Candidatura al consolato (108 a.C.)
Nel 108 a.C. Mario si convinse che i tempi fossero maturi per candidarsi alla carica di console. A quanto pare chiese a Metello il permesso di recarsi a Roma per portare a termine il proprio proposito, ma Metello gli raccomandò di astenersi, e probabilmente gli consigliò di aspettare il tempo necessario per potersi candidare insieme con il figlio ventenne dello stesso Metello, cosa che avrebbe rimandato tutto di almeno venti anni. Mario fu costretto a fare buon viso a cattivo gioco, ma nel frattempo, durante tutta l'estate del 108, fece in modo di guadagnarsi il favore della truppa, allentando notevolmente la rigida disciplina militare, e di accattivarsi anche i commercianti italici del posto, ansiosi di intraprendere i propri lucrosi traffici, assicurando a tutti che, se avesse avuto mano libera, avrebbe potuto, in pochi giorni e con la metà delle forze a disposizione di Metello, concludere vittoriosamente la campagna con la cattura di Giugurta.
Entrambi questi influenti gruppi si affrettarono a inviare a Roma messaggi in appoggio di Mario, con cui si suggeriva di affidargli il comando, e si criticava Metello per il modo lento e inconcludente con cui stava conducendo la campagna militare. In effetti la strategia di Metello prevedeva una lenta, metodica e capillare sottomissione di tutto il territorio. Alla fine Metello dovette cedere, rendendosi conto, a ragione, che non gli conveniva mettersi contro un subordinato tanto influente e vendicativo. In queste circostanze è facile immaginare il modo trionfale con cui Mario, alla fine del 108, fu eletto console per l'anno successivo. La sua campagna elettorale fece leva sull'accusa, rivolta a Metello, di scarsa risolutezza nel condurre la guerra contro Giugurta.
Viste le ripetute sconfitte militari subite negli anni fra il 113 e il 109, nonché le accuse di spudorata corruzione rivolte a molti esponenti dell'oligarchia dominante, è facile comprendere come l'onesto uomo fattosi da sé, e affermatosi percorrendo faticosamente tutti i gradini della carriera, fu eletto a furor di popolo, essendo visto come l'unica alternativa a una nobiltà divenuta corrotta e incapace. Tuttavia il Senato aveva ancora un asso nella manica. Infatti, la lex Sempronia de provinciis consularibus del 123 a.C. stabiliva che il Senato aveva facoltà di decidere ogni anno quali province dovessero essere affidate ai consoli per l'anno successivo. Alla fine dell'anno, e appena prima delle elezioni, il Senato decise di sospendere le operazioni contro Giugurta e di prorogare a Metello il comando in Numidia.
Mario non si perse d'animo e si servì di un espediente già sperimentato nell'anno 131 a.C. In quell'anno si era stati, infatti, in disaccordo su chi avrebbe dovuto comandare la guerra contro Aristonico in Asia, e un tribuno aveva fatto approvare una legge che autorizzava un'apposita elezione per decidere a chi affidare il comando (per la verità c'era stato un altro precedente in occasione della seconda guerra punica). Mario fece approvare una legge simile anche in quell'anno (108 a.C.), risultando eletto a grande maggioranza. Metello ne fu profondamente offeso, tanto che, al suo ritorno, non volle nemmeno incontrarsi con Mario, dovendosi accontentare del trionfo e del titolo di Numidico che gli vennero generosamente concessi.

### Riforma militare del sistema di reclutamento (107 a.C.)

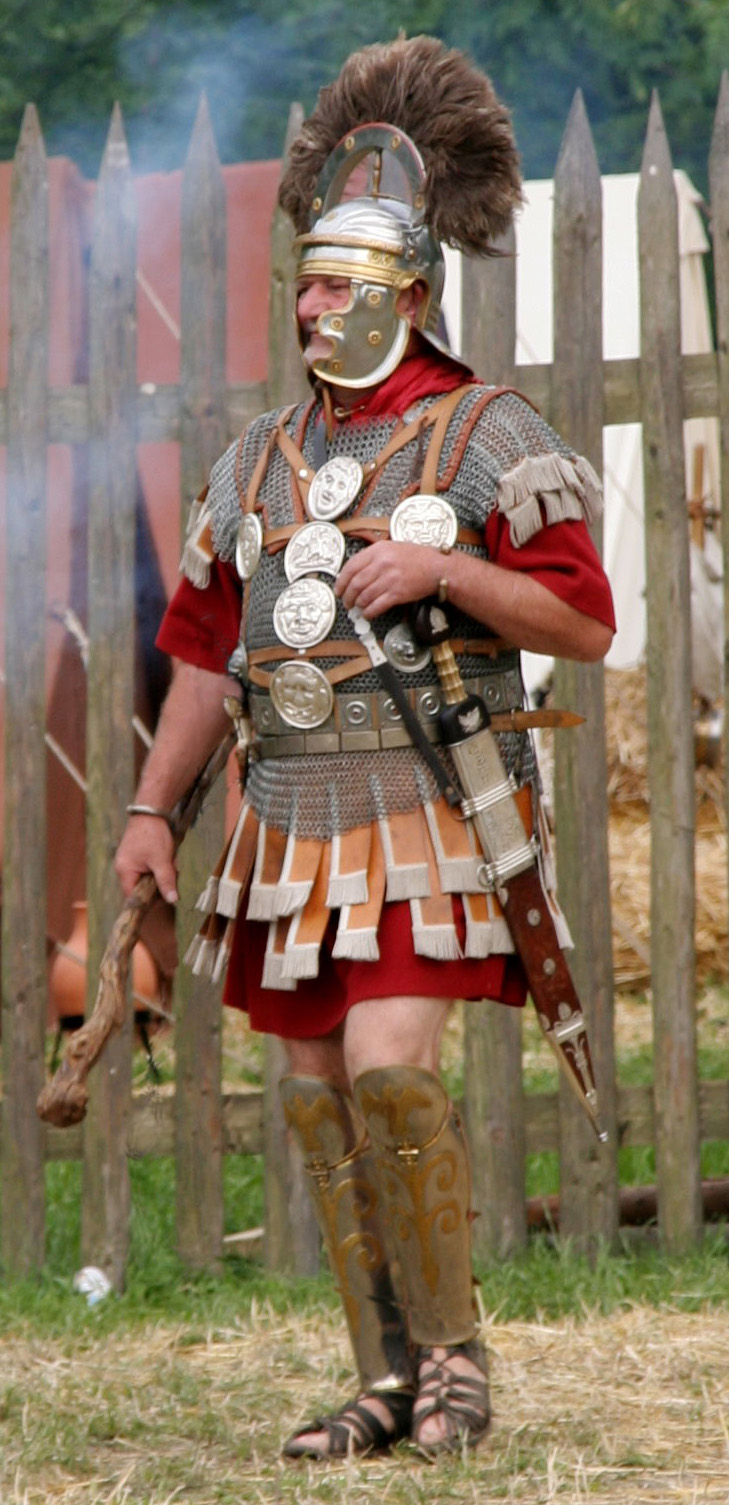
Moderna ricostruzione di un centurione romano. Mario riformò l'esercito dell'epoca allargando il reclutamento a tutti i cittadini romani.

Mario aveva un estremo bisogno di raccogliere truppe fresche e, a questo scopo, introdusse una profonda riforma del sistema di reclutamento, foriera di conseguenze di un'importanza di cui lui stesso, al momento, probabilmente non comprese la portata. Tutte le riforme agrarie attuate dai Gracchi si basavano sul tradizionale principio secondo cui erano esclusi dal servizio di leva i cittadini il cui reddito era inferiore a quello stabilito per la quinta classe di censo. I Gracchi, con le loro riforme, avevano cercato di favorire i piccoli proprietari terrieri, che da sempre avevano costituito il nerbo degli eserciti romani, in modo da fare aumentare il numero di quelli che avevano i requisiti per essere arruolati.
Nonostante i loro sforzi, tuttavia, la riforma agraria non risolse la crisi del sistema di arruolamento, che aveva avuto lontana origine dalle sanguinose guerre puniche del secolo precedente. Si cercò quindi di trovare una soluzione semplicemente abbassando la soglia minima di reddito per appartenere alla quinta classe da 11.000 a 3.000 sesterzi, ma nemmeno questo fu sufficiente, tanto che già nel 109 a.C. i consoli erano stati costretti a derogare dalle restrizioni sugli arruolamenti imposte dalle leggi graccane. Nel 107 a.C. Mario ruppe ogni indugio e decise di arruolare senza alcuna restrizione riguardo al censo e alle proprietà fondiarie del potenziale soldato.
Da quel momento in poi le legioni di Roma furono composte prevalentemente da cittadini poveri, il cui futuro, al termine del servizio, dipendeva unicamente dai successi conseguiti dal proprio comandante, che era solito loro assegnare parte delle terre frutto delle vittorie riportate. Di conseguenza i soldati avevano il massimo interesse ad appoggiare il proprio comandante, anche quando si scontrava con i voleri del Senato, composto dai rappresentanti dell'oligarchia dominante, e anche quando andava contro il pubblico interesse, che, a quell'epoca, veniva di fatto impersonato dal Senato stesso. Va notato che Mario, persona fondamentalmente corretta e fedele alle tradizioni, non si avvalse mai di questa potenziale enorme fonte di potere, ma passeranno meno di vent'anni che il suo ex questore Silla, lo farà per imporsi contro il Senato e contro lo stesso Mario. Altri 30-40 anni e il suo esempio sarà seguito da Giulio Cesare, nipote acquisito di Mario.

### Guerra in Numidia (107 a.C.)

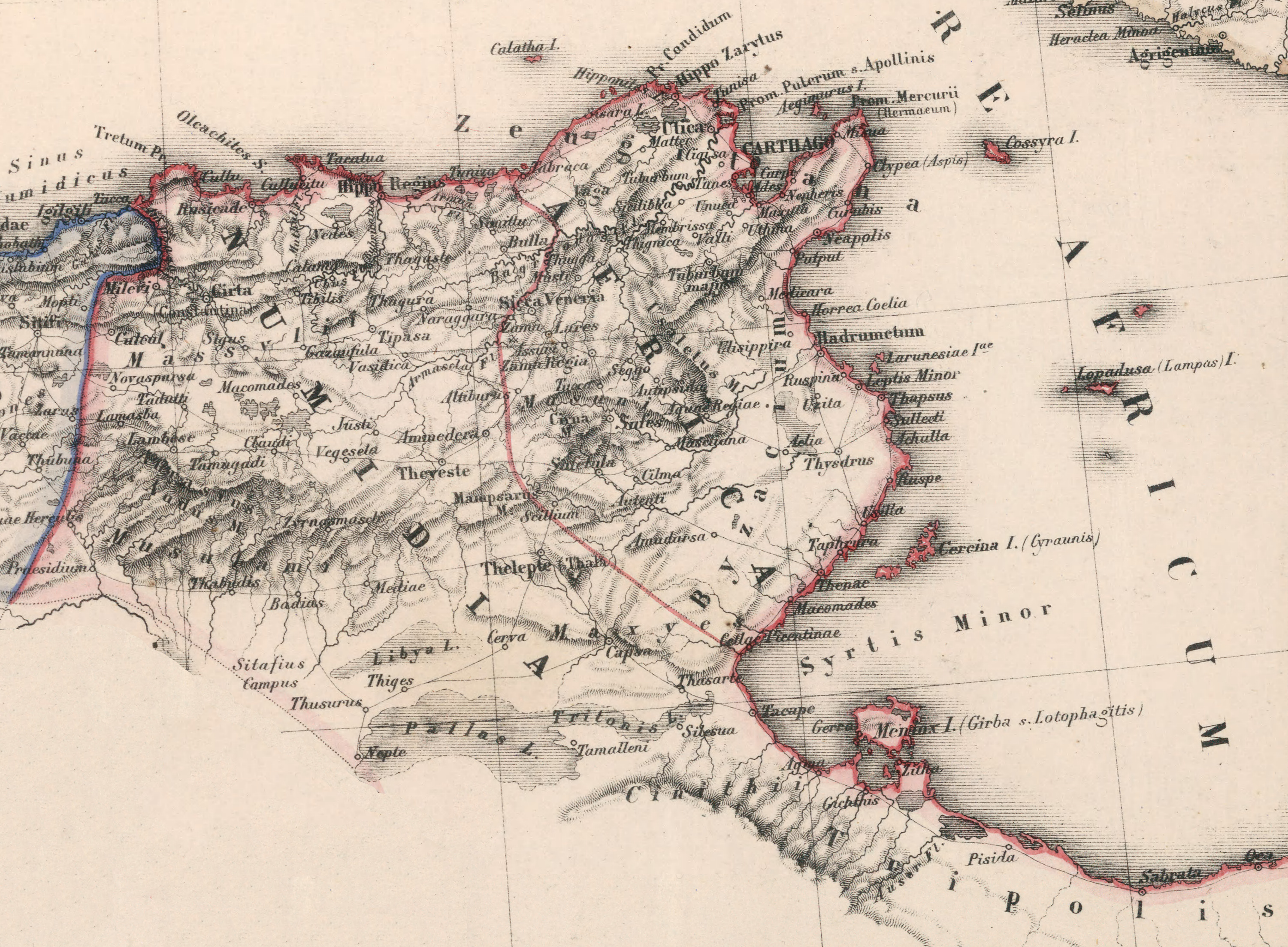
Cartina della Numidia all'epoca di Giugurta.

Ben presto Mario si rese conto che concludere la guerra non era così facile come egli stesso si era in precedenza vantato di poter fare. Dopo essere sbarcato in Africa verso la fine del 107 a.C. costrinse Giugurta a ritirarsi in direzione sud-ovest verso la Mauritania. Nel 107 suo questore era stato nominato Lucio Cornelio Silla, rampollo di una nobile famiglia patrizia caduta economicamente in disgrazia. A quanto pare Mario non fu contento di avere alle proprie dipendenze un simile giovane dissoluto, ma, inaspettatamente, Silla dimostrò sul campo di possedere grandi qualità di comandante militare.
Nel 105 a.C. Bocco, re di Mauritania e suocero di Giugurta, nonché suo riluttante alleato, si trovò di fronte l'esercito romano in avanzata. I romani gli fecero sapere di essere disponibili a una pace separata e Bocco invitò Silla nella sua capitale per condurvi le trattative. Anche in questa circostanza Silla si dimostrò particolarmente abile e coraggioso; in effetti, Bocco rimase a lungo dubbioso se consegnare Silla a Giugurta oppure, come poi avvenne, Giugurta a Silla. Alla fine, Bocco fu convinto a tradire Giugurta, che fu subito consegnato nelle mani dello stesso Silla.
La guerra era così conclusa. Poiché Mario era il comandante dotato di imperium e Silla militava alle sue dirette dipendenze, l'onore della cattura di Giugurta spettava interamente a Mario, ma era chiaro che gran parte del merito andava riconosciuto personalmente a Silla, tanto che gli fu consegnato un anello con un sigillo commemorativo dell'evento. Al momento la cosa non fece particolarmente scalpore, ma in seguito Silla si vanterà di essere stato il vero artefice della conclusione vittoriosa della guerra. Mario, intanto, si guadagnava fama di eroe del momento. Il suo valore stava per essere messo alla prova da un'altra grave emergenza che incombeva su Roma e sull'Italia.

### Cimbri e Teutoni (107-101 a.C.)

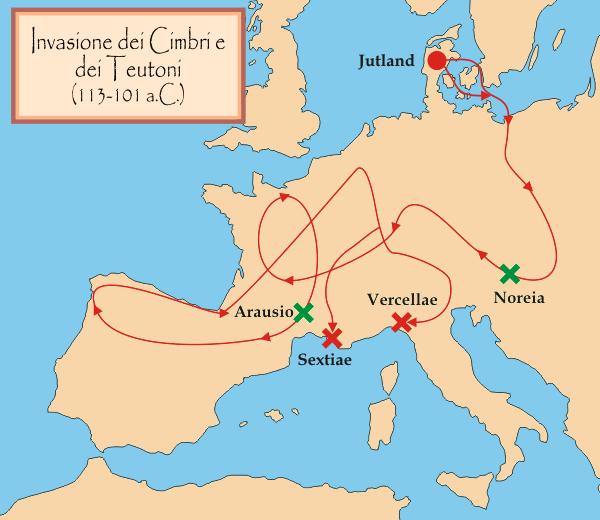
Le migrazioni dei Cimbri durante il II secolo a.C.

L'arrivo in Gallia del popolo germanico dei Cimbri, quasi immediatamente seguito dalla loro schiacciante vittoria sulle truppe di Marco Giunio Silano, il cui esercito venne infatti del tutto sbaragliato dall'orda nemica, aveva indotto ad un'insurrezione a catena delle tribù galliche delle regioni meridionali recentemente assoggettate dai Romani. Nel 107 a.C. il console Lucio Cassio Longino venne completamente sconfitto da una tribù gallica transalpina, e l'ufficiale di grado più elevato fra quelli sopravvissuti (Gaio Popilio Lenate), figlio del console dell'anno 132, riuscì a mettere in salvo quanto restava delle forze romane solo dopo aver ceduto metà degli equipaggiamenti e aver subito l'umiliazione di far marciare il proprio esercito sotto il giogo, in mezzo allo scherno dei vincitori.
L'anno successivo (106 a.C.) un altro console, Quinto Servilio Cepione, marciò contro le tribù stanziate nella zona di Tolosa, che si erano ribellate a Roma, e si impossessò di un'enorme somma di denaro custodita nei santuari dei templi (il cosiddetto Oro di Tolosa o Aurum Tolosanum). La maggior parte di questo tesoro sparì misteriosamente durante il trasporto verso Massilia (l'odierna Marsiglia) e, molto probabilmente, fu lo stesso Cepione che ordinò il finto furto per impossessarsi dell'oro. Cepione fu confermato nel comando anche per l'anno successivo, mentre uno dei nuovi consoli, Gneo Mallio Massimo, si unì a lui nelle operazioni in Gallia meridionale. Al pari di Mario, anche Mallio era un uomo nuovo, e la collaborazione fra lui e Cepione si dimostrò subito impossibile.
I Cimbri e i Teutoni erano entrambi composti da tribù di ceppo germanico che, nel corso delle proprie migrazioni, erano apparse sul corso del fiume Rodano proprio mentre l'esercito di Mallio si trovava nella stessa zona. Cepione, che era accampato sulla riva opposta del fiume, si rifiutò in un primo momento di venire in soccorso del collega minacciato, decidendosi ad attraversare il fiume solo dopo che il Senato gli aveva ordinato di cooperare con Mallio. Tuttavia egli si rifiutò di unire le forze dei due eserciti, e si mantenne a debita distanza dal collega. I Germani approfittarono della situazione e, dopo aver sbaragliato Cepione, distrussero anche l'esercito di Mallio il 6 ottobre del 105 a.C. presso la città di Arausio.
I Romani dovettero combattere con il fiume alle spalle che li impediva la ritirata, e, stando alle cronache, furono uccisi 80.000 soldati e 40.000 ausiliari. Le perdite subite nel decennio precedente erano state molto gravi, ma questa sconfitta, provocata soprattutto dall'arroganza della nobiltà che si rifiutava di collaborare con i più capaci capi militari di rango non nobiliare, fu la goccia che fece traboccare il vaso. Non soltanto le perdite umane erano state enormi, ma l'Italia stessa era ormai esposta all'invasione delle orde barbariche. Il malcontento del popolo contro l'oligarchia aveva raggiunto ormai l'esasperazione.

### Rielezioni di Mario al consolato (105-102 a.C.)

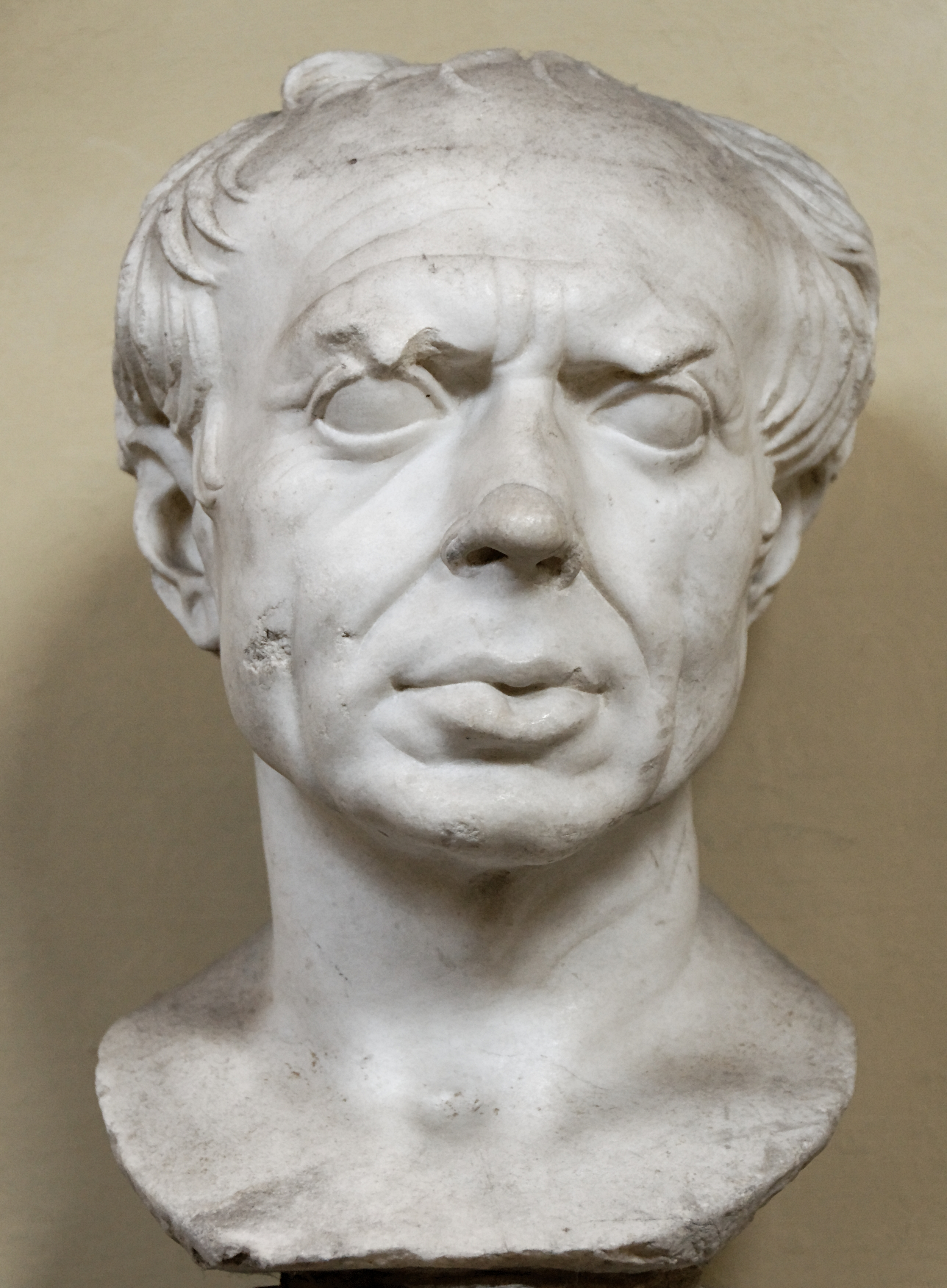
Busto di Gaio Mario in età avanzata (Museo Chiaramonti).

Nell'autunno del 105, mentre si trovava ancora in Africa, Mario fu rieletto console. L'elezione in absentia era una cosa abbastanza rara, e inoltre una legge successiva all'anno 152 a.C. imponeva un intervallo di almeno 10 anni fra due consolati successivi, mentre una del 135 a.C. sembra che proibisse addirittura che questa carica potesse essere rivestita per due volte dalla stessa persona. La grave minaccia incombente dal nord fece tuttavia passare sopra a ogni legge e consuetudine, e Mario, ritenuto il più abile comandante disponibile, fu rieletto console per ben 5 volte consecutive (dal 104 al 100 a.C.), cosa mai avvenuta in precedenza.
Al suo ritorno a Roma, il 1º febbraio 104 a.C., vi celebrò il trionfo su Giugurta, che prima fu portato come un trofeo in processione, e infine morì nel Carcere Mamertino. Nel frattempo i Cimbri si erano diretti verso la Spagna, mentre i Teutoni vagavano senza una meta precisa nella Gallia settentrionale, lasciando a Mario il tempo di approntare il proprio esercito, curandone in modo molto attento l'addestramento e la disciplina. Uno dei suoi legati era ancora L. Cornelio Silla, e questo dimostra che in quel momento i rapporti fra i due non si erano ancora deteriorati. Sebbene avesse potuto continuare a comandare l'esercito in qualità di proconsole, Mario preferì farsi rieleggere console fino all'anno 100, in quanto questa posizione lo metteva al riparo da eventuali attacchi di altri consoli in carica.
L'influenza di Mario divenne in quel periodo talmente grande che era addirittura in grado di influenzare la scelta dei consoli che in ogni anno dovevano essere eletti insieme con lui, e pare che egli facesse in modo che venissero scelti quelli che riteneva più malleabili. Nel 103 a.C. i Germani indugiavano ancora nelle proprie scorribande in Spagna e in Gallia, e questo fatto, insieme con la morte del console collega Lucio Aurelio Oreste, consentì a Mario, che stava già marciando verso nord, di rientrare a Roma per venirvi confermato console per l'anno 102, insieme con un nuovo collega.

### Resa dei conti con i popoli germanici (102-101 a.C.)

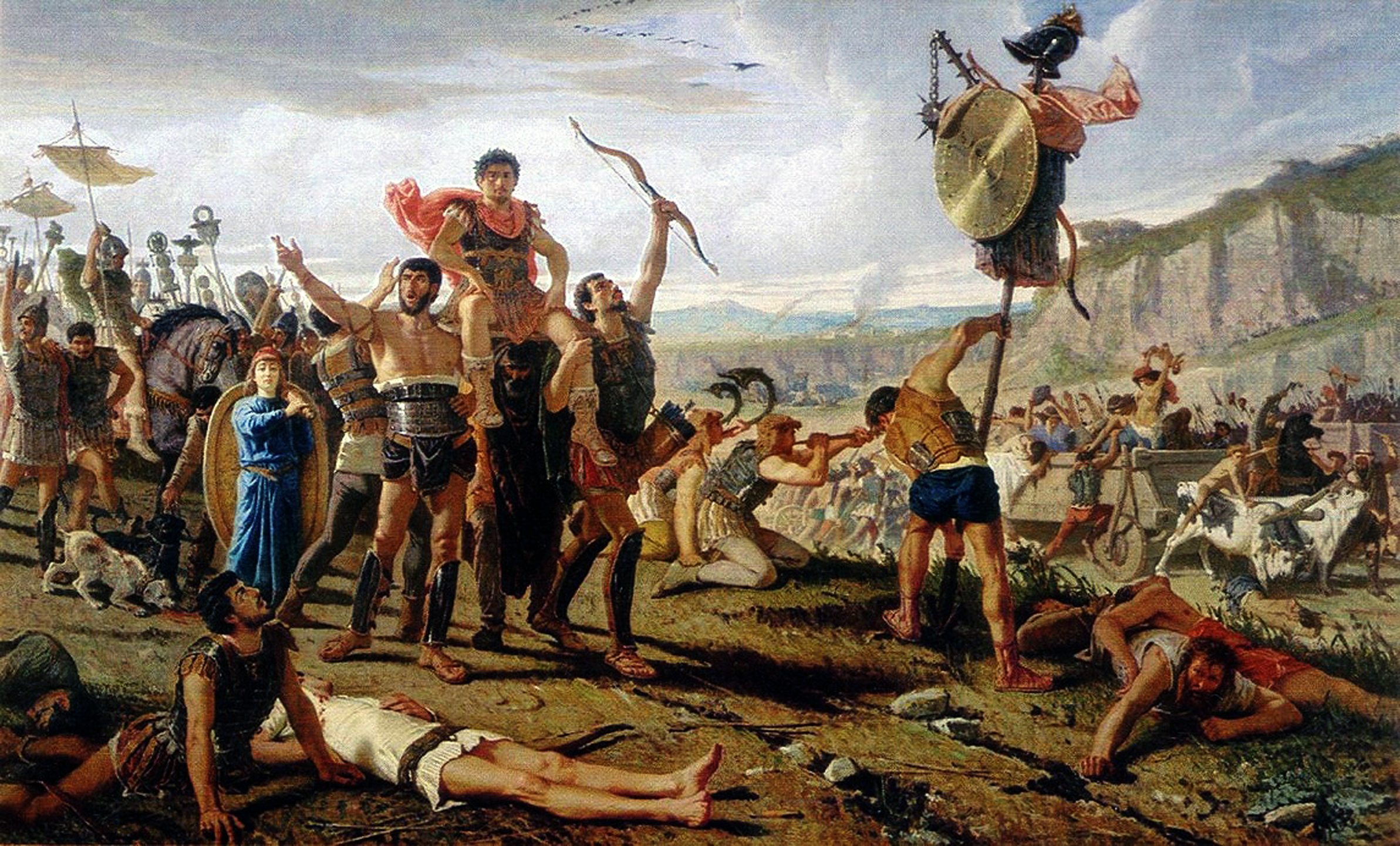
Francesco Saverio Altamura, Mario vincitore dei Cimbri, 1863 circa

Nel 102 a.C. i Cimbri dalla Spagna tornarono in Gallia, e, insieme con i Teutoni, decisero di invadere l'Italia. Questi ultimi avrebbero dovuto puntare a sud dirigendosi verso le coste del Mediterraneo, mentre i Cimbri dovevano penetrare nell'Italia settentrionale da nord-est attraversando il passo del Brennero (”per alpes Rhaeticas”). Infine i Tigurini, la tribù celtica loro alleata che aveva sconfitto Longino nel 107 pensavano di attraversare le Alpi provenendo da nord-ovest. La decisione di dividere in questo modo le loro forze si sarebbe dimostrata fatale, poiché diede ai Romani, avvantaggiati anche dalle linee di approvvigionamento molto più corte, la possibilità di affrontare separatamente i vari contingenti, concentrando le proprie forze laddove era di volta in volta necessario.
Nel frattempo Mario aveva organizzato nel migliore dei modi la propria armata. I soldati erano stati sottoposti a un addestramento che mai in precedenza si era visto, ed erano abituati a sopportare senza lamentarsi le fatiche delle lunghe marce di avvicinamento, dell'allestimento degli accampamenti e delle macchine da guerra, tanto da meritarsi il soprannome di muli di Mario. Dapprima decise di affrontare i Teutoni, che si trovavano in quel momento nella provincia della Gallia Narbonense e si stavano dirigendo verso le Alpi. In un primo momento rifiutò lo scontro, preferendo arretrare fino ad Aquae Sextiae (l'attuale Aix en Provence), un insediamento fondato da Gaio Sextio Calvino, console nel 109 a.C., in modo da sbarrare loro il cammino. Alcuni contingenti di Ambroni, avanguardia dell'esercito dei Germani, si lanciarono avventatamente all'attacco delle posizioni romane, senza aspettare l'arrivo di rinforzi, e 30.000 di essi rimasero uccisi. Mario schierò poi un contingente di 30.000 uomini per tendere un'imboscata al grosso dell'esercito dei Germani, che presi alle spalle e attaccati frontalmente, furono completamente sterminati e persero 100.000 uomini, e quasi altrettanti ne furono catturati.

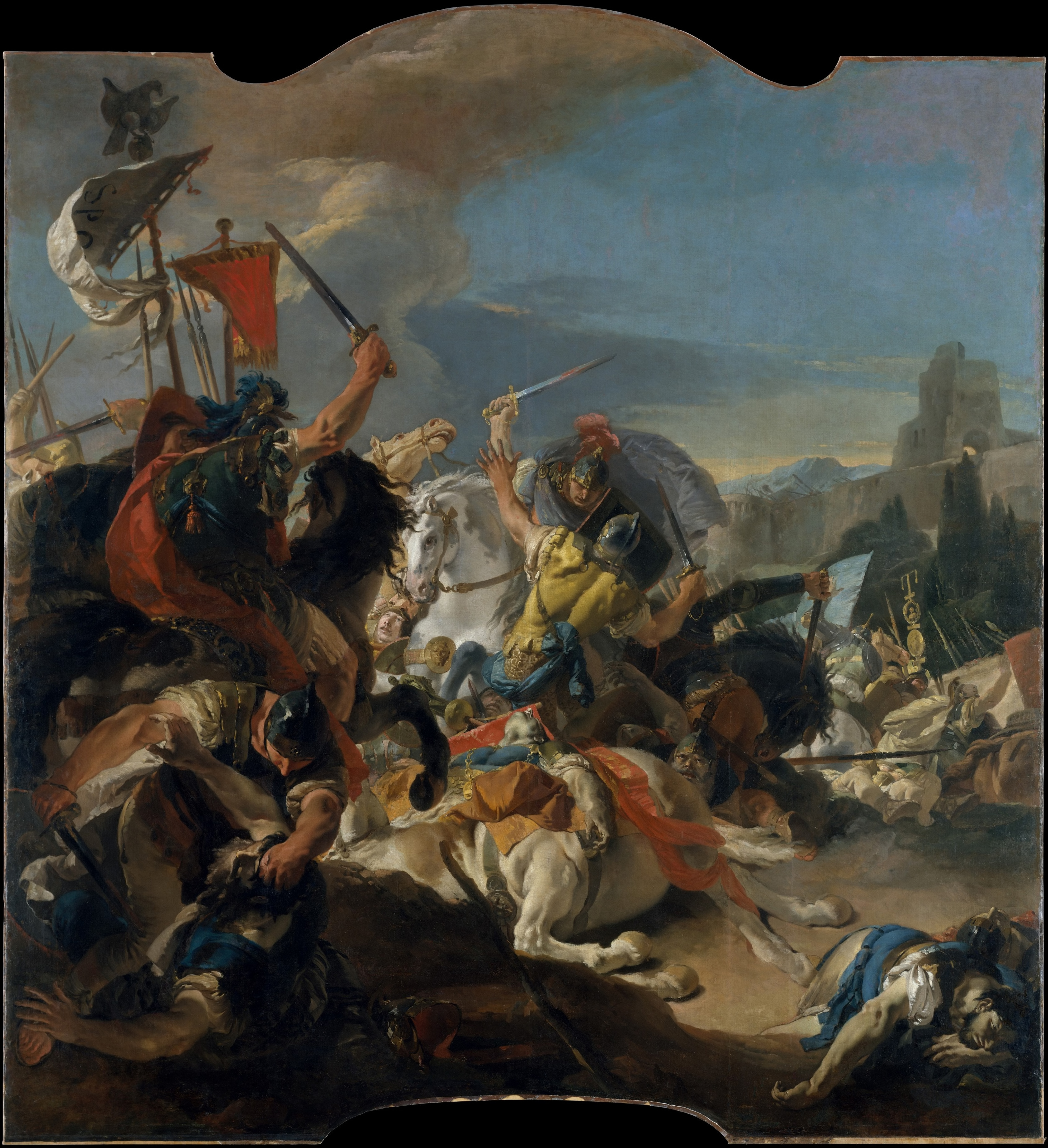
Battaglia di Vercelli, 1725-1729 del Tiepolo.

Il suo nome è ancor oggi ricordato non solo nell'etimologia della località, allora arpinate, di nascita, Casamari (Casa Marii, per l'appunto), ma persino nell'etimologia della regione francese della Camargue (Caii Marii Ager), come sostenuto dallo storico francese Louis-Pierre Anquetil nella sua opera "Histoire de France" (ed. postuma 1833, tomo 1, pagg. 52 ss., ed. 1851-1853, tomo 1, pag. 40). La tradizione orale della città di Arpino sostiene che Mario, dopo aver sconfitto i Germani ad Aquae Sextiae (Aix-en-Provence) e nella battaglia dei Campi Raudii, all'apogeo della sua gloria, non dimenticasse la sua patria d'origine e, disponendo della Gallia transalpina come terra di conquista, donasse ad Arpino quei territori, le cui rendite servirono a mantenere i templi e gli edifici pubblici della città.
Il collega di Mario Quinto Lutazio Càtulo, console nel 102, non ebbe altrettanta fortuna, non riuscendo a impedire che i Cimbri forzassero il passo del Brennero avanzando nell'Italia settentrionale verso il finire del 102 a.C. Mario apprese la notizia mentre si trovava a Roma, dove fu rieletto console per l'anno 101 a.C. Il senato gli accordò il trionfo ma lui rifiutò perché ne voleva fare partecipe anche l'esercito, quindi lo posticipò a una vittoria contro i Cimbri. Immediatamente si mise in marcia per ricongiungersi con Catulo, il cui comando fu prorogato anche per il 101. Infine, nell'estate di quell'anno, a Vercelli, nella Gallia cisalpina, in una località allora chiamata Campi Raudii, ebbe luogo lo scontro decisivo.
Ancora una volta la ferrea disciplina dei Romani ebbe la meglio sull'impeto dei barbari, e almeno 65.000 di loro (o forse 100.000) perirono, mentre tutti i sopravvissuti furono ridotti in schiavitù. I Tigurini, a questo punto, rinunciarono al loro proposito di penetrare in Italia da nord-ovest e rientrarono nelle proprie sedi. Catulo e Mario, come consoli in carica, celebrarono insieme uno splendido trionfo, ma, nell'opinione popolare, tutto il merito venne attribuito a Mario. In seguito Catulo si trovò in contrasto con Mario, divenendone uno dei più acerrimi rivali. Come ricompensa per avere sventato il pericolo dell'invasione barbarica, Mario venne rieletto console anche per l'anno 100 a.C. Gli avvenimenti di quell'anno, tuttavia, non gli furono propizi.

### Sesto consolato (100 a.C.)

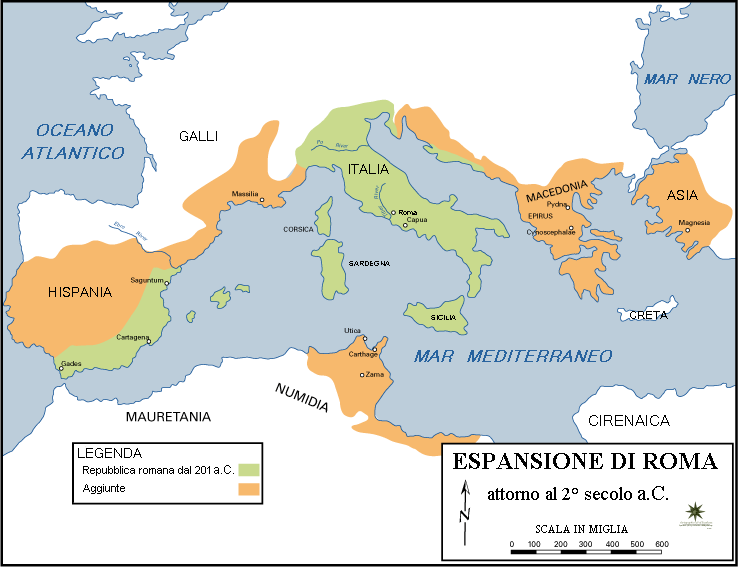
Il mondo romano, al termine della seconda guerra punica (in verde), e poi attorno al 100 a.C. (arancione).

Nel corso di questo anno il tribuno della plebe Lucio Appuleio Saturnino richiese con forza che si varassero riforme simili a quelle per cui si erano in passato battuti i Gracchi. Propose quindi una legge per l'assegnazione di terre ai veterani della guerra appena conclusasi e per la distribuzione da parte dello stato di grano a prezzo inferiore a quello di mercato. Il senato si oppose a queste misure, provocando così lo scoppio di violente proteste, che presto sfociarono in una vera e propria rivolta popolare, e a Mario, come console in carica, fu chiesto di reprimerla. Sebbene egli fosse vicino al partito popolare, il supremo interesse della repubblica e l'alta magistratura da lui rivestita gli imposero di assolvere, sebbene riluttante, a questo compito. Dopodiché lasciò ogni carica pubblica e partì per un viaggio in Oriente.

### Guerra sociale (95-88 a.C.)

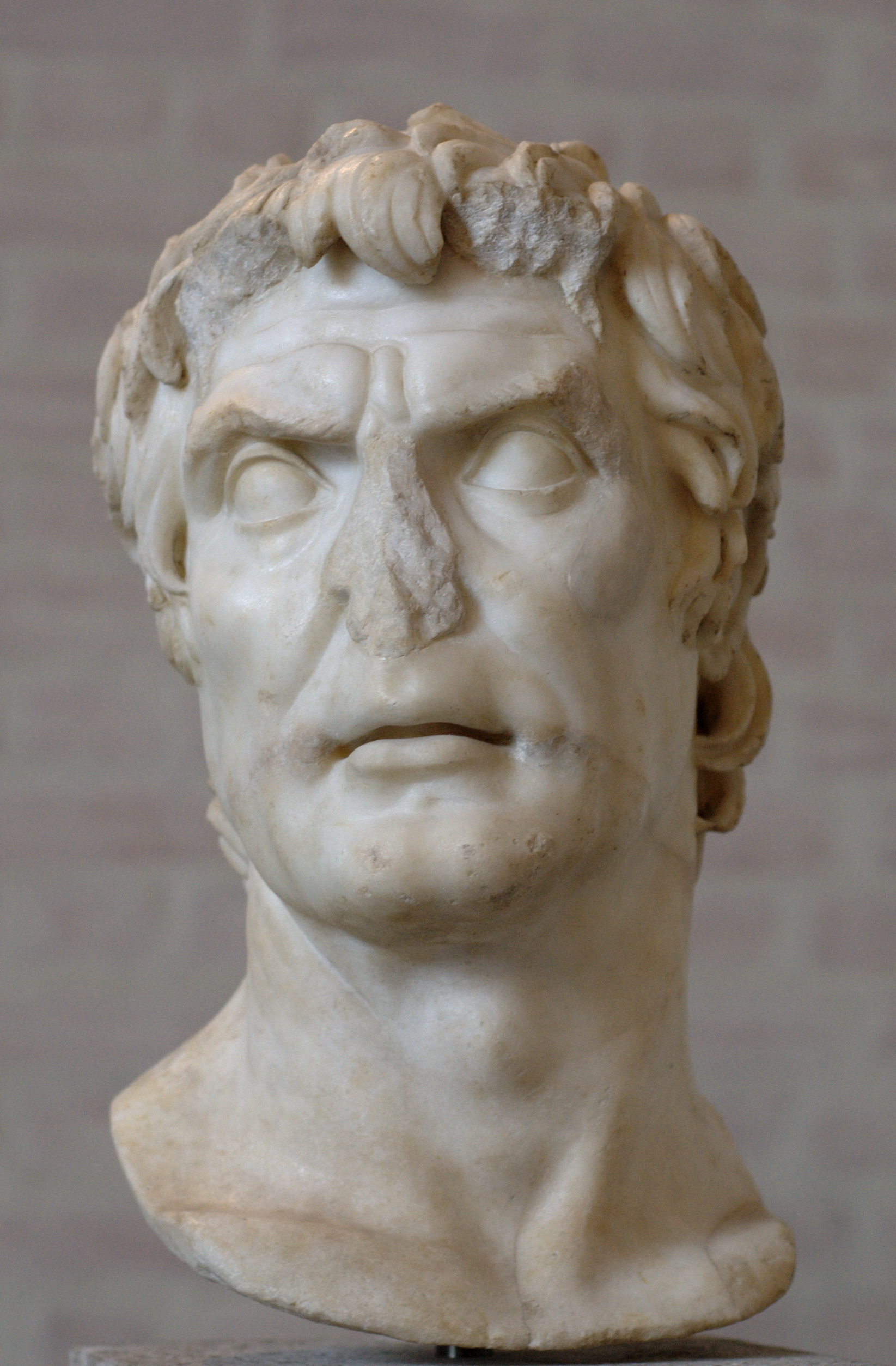
Busto di Lucio Cornelio Silla, il rivale di Mario.

Durante gli anni di assenza di Mario da Roma, e subito dopo il suo ritorno, Roma conobbe alcuni anni di relativa tranquillità. Nel 95 a.C., tuttavia, venne approvata una legge che decretava che tutti coloro che non fossero cittadini romani, cioè coloro che provenivano da altre città italiche, dovessero essere espulsi da Roma. Nel 91 a.C. Marco Livio Druso fu eletto tribuno e propose una grande distribuzione di terre appartenenti allo Stato, l'allargamento del Senato e la concessione della cittadinanza romana a tutti gli uomini liberi di tutte le città italiche. Il successivo assassinio di Druso provocò l'immediata insurrezione delle città-Stato italiche contro Roma, e la Guerra sociale (da socii, gli alleati italici) degli anni 91 a.C. - 88 a.C. Mario fu chiamato ad assumere, insieme con Silla, il comando degli eserciti chiamati a sedare la pericolosa rivolta.

### Guerra nel Ponto e prima Guerra civile (87 a.C.)
Finita la guerra in Italia si aprì un nuovo fronte in Asia, dove Mitridate, re del Ponto, nel tentativo di allargare verso occidente i confini del suo regno, invase la Grecia. Posto di fronte alla scelta se affidare il comando dell'inevitabile guerra contro Mitridate a Silla o Mario, il Senato, in un primo momento, scelse Silla. In seguito, tuttavia, quando il tribuno della plebe Publio Sulpicio Rufo, appoggiato da Mario, cercò di far passare una legge per distribuire gli alleati italici nelle tribù cittadine, in modo da influenzare con il loro voto i comizi, nacque uno scontro nel quale il figlio del console Quinto Pompeo Rufo trovò la morte.
Silla, sfuggito alla confusione, si rifugiò nella casa dello stesso Mario. Intanto la legge venne approvata e le tribù che adesso contenevano anche i nuovi cittadini fecero passare una legge secondo la quale veniva affidata a Mario la guerra contro Mitridate. Intanto nell'88 a.C. Silla aveva già raggiunto l'esercito a Nola e Mario fece mandare due tribuni per riportarlo a Roma. Ma l'esercito uccise i tribuni e Silla con esso marciò alla volta di Roma. Mario, dichiarato nemico pubblico da Silla, all'arrivo di questi abbandonò precipitosamente l'Urbe, rifugiandosi in un primo tempo tra le paludi di Minturnae. I magistrati locali decretarono la sua morte per mano di uno schiavo cimbro, il quale, però, mosso a compassione o intimorito per la sua fama, non diede corso all'esecuzione. Plutarco, in Marium, scrisse che i Minturnesi, mossi a compassione, lo aiutarono a imbarcarsi sulla nave di Beleo, diretta in l'Africa, ove visse per un po' di tempo in esilio. Data l'assenza di Mario, Gneo Ottavio e Lucio Cornelio Cinna furono eletti consoli nell'87 a.C., mentre Silla, nominato proconsole, si mise in marcia verso oriente con l'esercito.

### Settimo consolato e morte (86 a.C.)

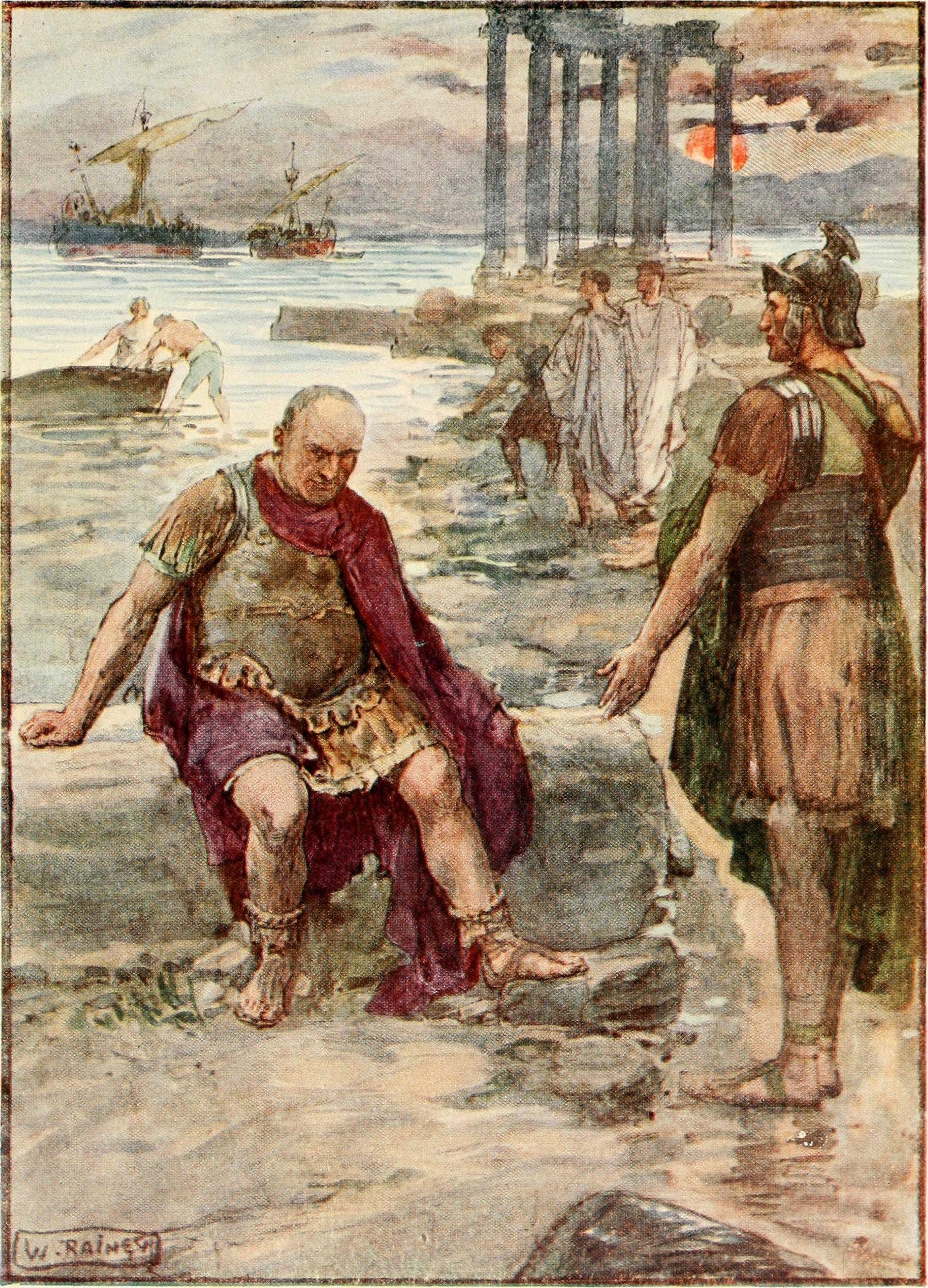
Mario in esilio.

Mentre Silla conduceva la sua campagna militare in Grecia, a Roma il confronto fra la fazione conservatrice di Ottavio, rimasto fedele a Silla, e quella popolare e radicale di Cinna si inasprì sfociando in aperto scontro. A questo punto, nel tentativo di avere la meglio su Ottavio, Mario, insieme con il figlio, rientrò dall'Africa con un esercito ivi raccolto e unì le proprie forze a quelle di Cinna, che aveva radunato truppe filomariane ancora impegnate in Campania contro gli ultimi socii ribelli. Gli eserciti alleati entrarono in Roma, di modo che Cinna fu eletto console per la seconda volta e Mario per la settima. Seguì una feroce repressione contro gli esponenti del partito conservatore: Silla fu proscritto, le sue case distrutte e i suoi beni confiscati. Ma nel primo mese del suo mandato, Mario morì nell'86 a.C. all'età di 71 anni. Cinna divenne di fatto il padrone della repubblica e mantenne il consolato per altri due anni di seguito fino all'84 a.C. per poi morire, vittima di un ammutinamento, mentre si dirigeva con l'esercito verso la Grecia. Il busto bronzeo di Gaio Mario si trova collocato attualmente nel Municipio di Minturno.
Conclusa vittoriosamente la campagna nel Ponto, Silla rientrò in Italia sbarcando a Brindisi nell'83 a.C., e sconfisse il figlio di Mario, Gaio Mario il Giovane, che morì in battaglia a Praeneste, a circa 50 chilometri da Roma. Dopo il ritorno di Silla a Roma si instaurò un regime di restaurazione che perpetrò le più feroci repressioni, tanto che Gaio Giulio Cesare (che era nipote della moglie di Mario e aveva sposato una delle figlie di Cinna) fu costretto a fuggire in Cilicia, dove rimase fino alla morte di Silla nel 78 a.C.
Lo storico greco riferisce anche che Gaio Mario ebbe una relazione di lunga data con un comandante che era al contempo un erudito intellettuale spiccatamente filoellenico, che gli dedicò vari epigrammi molto raffinati e a carattere omoerotico.